# Solothurn-Münster-Bahn

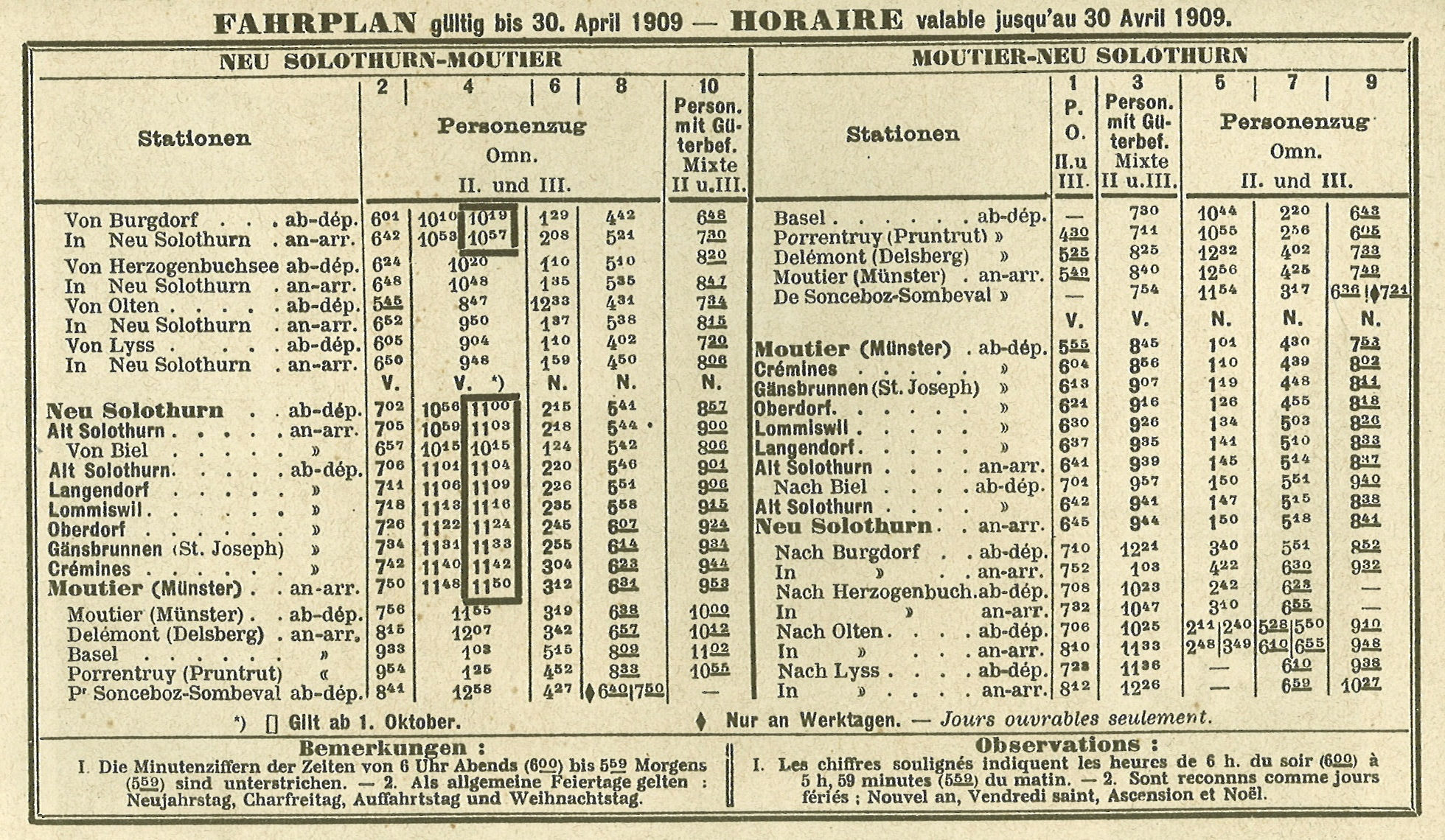
Erster Fahrplan der SMB, gültig bis 30. April 1909

Gemeinsames Werbeplakat der SMB mit der Burgdorf-Thun-Bahn und der Emmentalbahn, gestaltet von Anton Reckziegel, 1908

Die Solothurn-Münster-Bahn (SMB), auch Weissensteinbahn oder Solothurn-Moutier-Bahn respektive Chemin de fer Soleure–Moutier genannt, ist eine ehemalige Eisenbahngesellschaft mit Sitz in Solothurn in der Schweiz, welche die Linie von Solothurn nach Moutier im Berner Jura besass. Sie nahm im Jahre 1908 den Betrieb auf und fusionierte 1997 mit der Emmental-Burgdorf-Thun-Bahn (EBT) und den Vereinigten Huttwil-Bahnen (VHB), mit denen die SMB bereits davor eine Betriebsgemeinschaft bildete, zum Regionalverkehr Mittelland (RM), der daraufhin den Betrieb der gut 22 Kilometer langen SMB-Strecke zwischen Solothurn West und Moutier (deutsch veraltet Münster) übernahm.

## Geschichte

### Vorgeschichte
Bereits in der ersten Hälfte des 19. Jahrhunderts beschäftigte sich die Stadt Solothurn mit einer Eisenbahnlinie durch die erste Jurakette weiter in das Schwarzbubenland, dieses Projekt wurde aber aus finanziellen Gründen nicht weiter verfolgt. Auch die Vorschläge aus den 1860er Jahren für den Bau einer Pferdebahn von Solothurn über Welschenrohr nach Moutier und einer Normalspurlinie mit der gleichen Streckenführung wurden nicht konkretisiert. In den 1880er Jahren gab es, vor allem wegen der Grenzänderungen nach dem Deutsch-Französischen Krieg 1870/71, wieder verstärkte Bemühungen, eine Eisenbahnlinie von Belfort in das Schweizer Mittelland zu errichten. So schlug Niklaus Riggenbach den Bau einer Zahnradlinie von Solothurn nach Moutier durch den Weissenstein vor. Der Kanton Solothurn reagierte darauf mit einem Gegengutachten, in dem der Bau einer Adhäsionsbahn als besser realisierbar dargestellt wurde. Anschliessend reichte der Kanton im Jahre 1889 ein Konzessionsgesuch für den Bau einer entsprechenden Bahn ein; die Konzession dazu erteilte der Bundesrat am 9. Dezember des gleichen Jahres. Der Kanton Bern war zu einer Subventionierung der Linie bereit, vor allem, weil die Kantonsregierung sich dadurch einen Anschluss an die geplante Lötschberglinie erhoffte, der Kanton Solothurn war dazu aber nicht bereit, was zur Folge hatte, dass das Initiativkomitee im Jahre 1895 zurücktrat. Am 15. April 1898 erteilte die Bundesversammlung erneut eine Konzession für die gleiche Linie, diesmal waren sowohl die Stadt als auch der Kanton Solothurn damit einverstanden, das Projekt mitzufinanzieren. Am 13. November 1898 befürwortete die Solothurner Kantonsbevölkerung in einer Volksabstimmung mit einer Zweidrittelmehrheit den Bau der Strecke. Weniger eindeutig war die Lage im Kanton Bern, da sich mittlerweile auch die Linie von Moutier nach Lengnau im Planungsstadium befand, welche strategisch besser gelegen, aber deutlich teurer war, die Solothurn-Münster-Bahn wurde hingegen eher als Lokalbahn eingeordnet, allerdings sei diese Linie auch für den Transitverkehr geeignet. Schlussendlich sprach sich der Grosse Rat am 7. Oktober 1903 für die Unterstützung der Solothurn-Münster-Bahn aus. Kurz darauf erhielt aber die BLS die Konzession für den Bau und Betrieb der Strecke von Moutier nach Lengnau, somit war bereits vor dem Baubeginn beider Linien klar, dass die Solothurn-Münster-Bahn nur eine Nebenlinie sein würde.

### Gründung und Bau

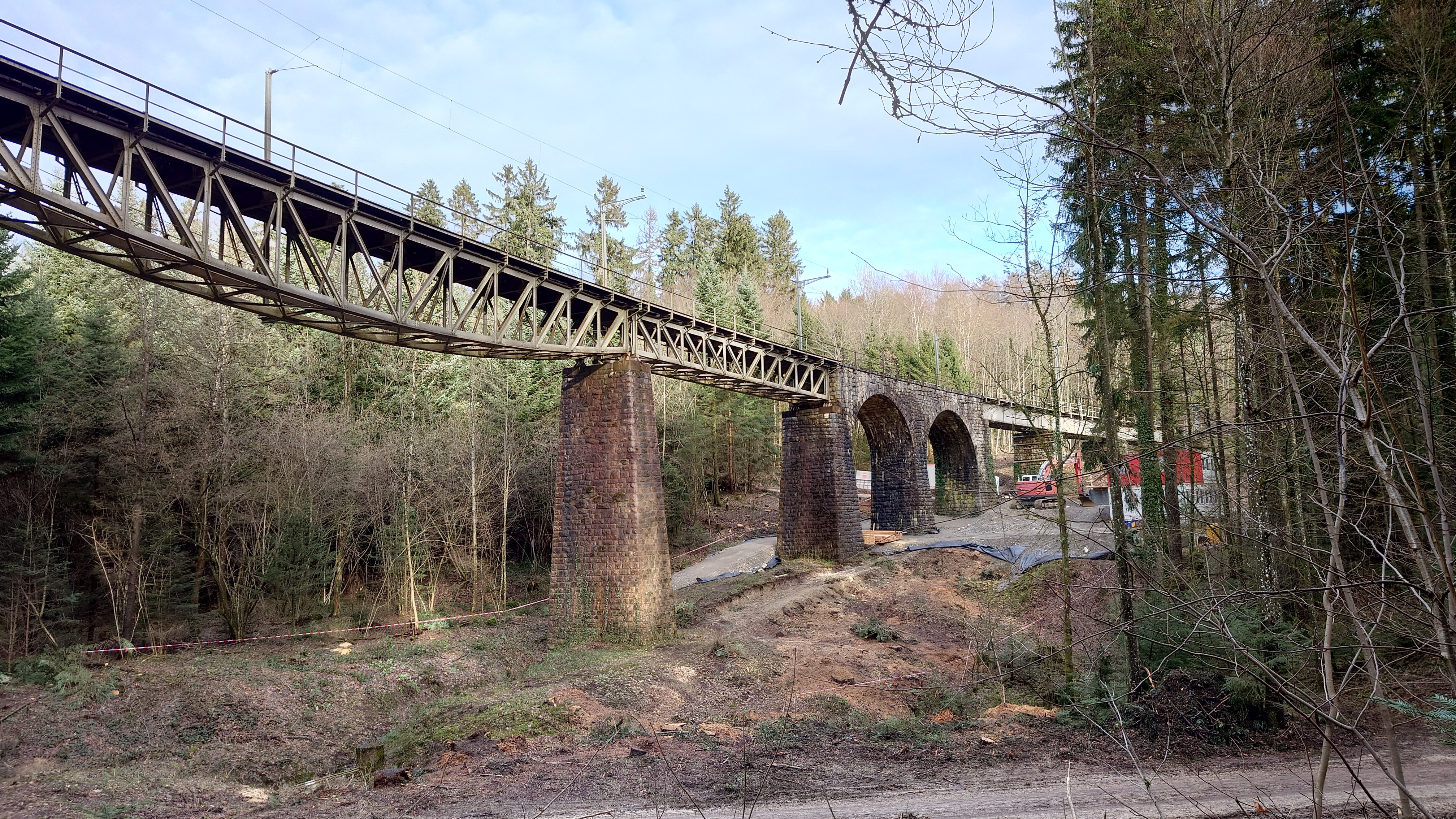
Geisslochviadukt der SMB bei Bellach (Aufnahme Dezember 2023, vor der anstehenden Sanierung)

Stammaktie über 25 Franken der Solothurn-Münster-Bahn vom 26. Juni 1948

Die konstituierende Generalversammlung der Gesellschaft fand bereits am 30. April 1899 statt, doch aus den oben genannten Gründen und weil die Finanzierung der Strecke nicht früher zustande kam, verzögerte sich der Baubeginn bis in das Jahr 1903. Die Bauarbeiten wurden schliesslich am 28. Dezember 1903 aufgenommen. Der Bau der Linie erwies sich als schwierig, zum einen war das zu bebauende Gelände instabil, sodass es immer wieder zu Rutschungen kam, zum anderen war auf der recht kurzen Strecke der Bau von 84 Kunstbauten erforderlich. Das Baumaterial für diese Bauten kam hauptsächlich von den Steinbrüchen in Lommiswil und Gänsbrunnen. Der grösste Bauplatz auf der Strecke war das künftige Bahnhofsareal in Oberdorf, da von dort aus der Weissensteintunnel gebaut wurde, so gab es, wie bei anderen Tunnelbaustellen in der Schweiz auch, in der Nähe eine temporäre Siedlung für die Tunnelarbeiter. Beim Bau der Strecke kam es beim Geisslochviadukt zu zwei Todesopfern, die genauen Ursachen sind unbekannt. Bei der Betriebsaufnahme 1908 waren die Bauarbeiten noch nicht abgeschlossen, vor allem das Problem mit den Rutschungen war noch nicht gelöst, was zur Folge hatte, dass die Arbeiten erst 1909, also im ersten vollen Betriebsjahr, abgeschlossen waren.
Da die Bahn mehrheitlich durch den dünn besiedelten Jura führt, hatte sie immer wieder mit finanziellen Schwierigkeiten zu kämpfen.
Der elektrische Betrieb unter dem bei den Schweizerischen Bundesbahnen (SBB) üblichen Wechselstromsystem mit einer Spannung von 15 Kilovolt und der Frequenz 16⅔ Hertz wurde auf der SMB am 2. Oktober 1932 aufgenommen.
In den 1970er Jahren konnte sich die Bahn im Raum nordwestlich der Stadt Solothurn zu einer Vorortsbahn entwickeln.
Die Betriebsgemeinschaft mit der EBT und den VHB – unter gemeinsamer Führung durch die EBT als grösste der drei Gesellschaften – wurde schliesslich per 1. Januar 1997 in der Gesellschaft Regionalverkehr Mittelland (RM) zusammengeführt. Der RM seinerseits fusionierte am 27. Juni 2006 rechtskräftig mit der BLS Lötschbergbahn (BLS) zur BLS AG. Seit dem Fahrplanwechsel vom Dezember 2010 werden die Personenzüge auf der Strecke, die sich im Besitz der BLS befindet, von den SBB geführt. Dies geschah (zusammen mit der Abgabe der Regionalzüge zwischen Murten und Payerne) im Gegenzug zur Übernahme von SBB-Angeboten im Raum Luzern durch die BLS.

## Lokomotiven

### Dampflokomotiven Ed3/4

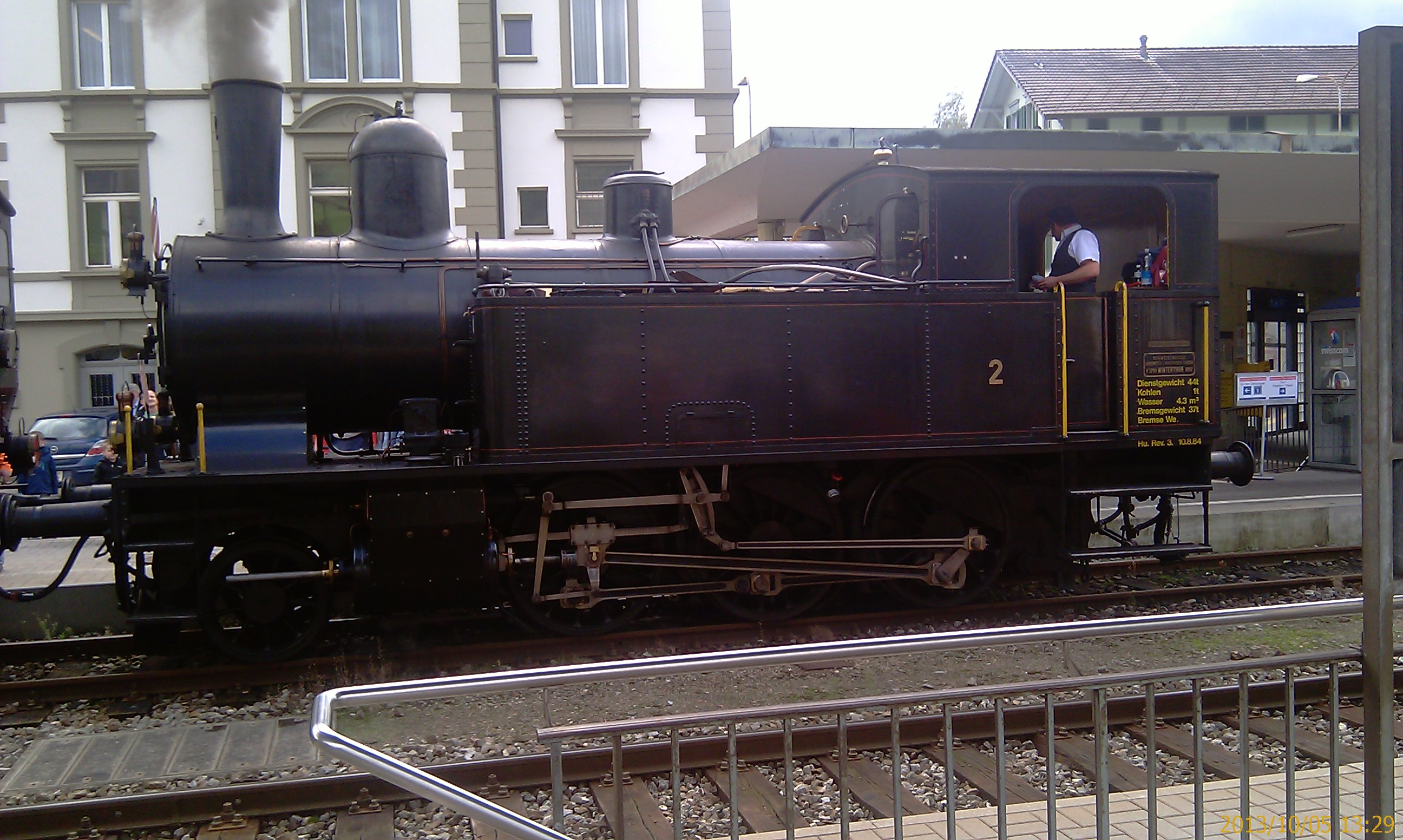
Dampflokomotive Ed 3/4 Nr. 2 des Vereins Historische Eisenbahn Emmental, ex SMB

Der Lokomotivpark der SMB bestand bei Betriebsaufnahme aus drei durch die Schweizerische Lokomotiv- und Maschinenfabrik (SLM) gelieferte Dampflokomotiven (Nr. 1–3) vom Typ Ed 3/4 in der gleichen Bauart, wie sie zuvor schon an die Sensetalbahn geliefert worden war.
Nach der Elektrifizierung der Strecke 1932 wurde die Ed 3/4 Nr. 1 1934 an die Dreispitzverwaltung Basel (als Nr. 6 Ruchfeld) verkauft, gelangte 1945 zur Lonza nach Visp (als Nr. 1) und wurde dann ab 1965 fürs Technorama in Winterthur reserviert. Seit 1972 ist die Lokomotive beim Dampfbahn-Verein Zürcher Oberland in einem Depot eingestellt und wartet auf eine Revision.
Die Lokomotive Nr. 2 gelangte 1932 ins Gaswerk Zürich (als Nr. 2) und von dort 1946 an die Holzverzuckerungs AG (Hovag) nach Ems (ebenfalls als Nr. 2). 1973 wurde die Lokomotive von zwei privaten Dampflokomotiv-Liebhabern in Langenthal gekauft und so vor dem Schneidbrenner gerettet. Nach einer umfassenden Revision war die Lokomotive ab 1985 wieder voll einsatzfähig und führte Extrazüge. Im Jahr 1996 wurde der Verein Dampflok Freunde Langenthal gegründet, und die Dampflokomotive wurde zu treuen Händen dem Verein zum Betrieb übergeben. Per Ende 2013 wurde dieser Verein in den Verein Historische Eisenbahn Emmental (VHE) integriert, der nun für den Unterhalt und den Betrieb der Dampflokomotive SMB Nr. 2 verantwortlich ist.
Die einzige der Dampflokomotiven der SMB, die bisher verschrottet worden ist, ist die Nr. 3, welche 1933 an die Bulle-Romont-Bahn (BR) verkauft wurde, wo sie 1951 ausrangiert und 1953 als Schrott nach Belgien transportiert wurde.

### Dampflokomotive Ec4/5

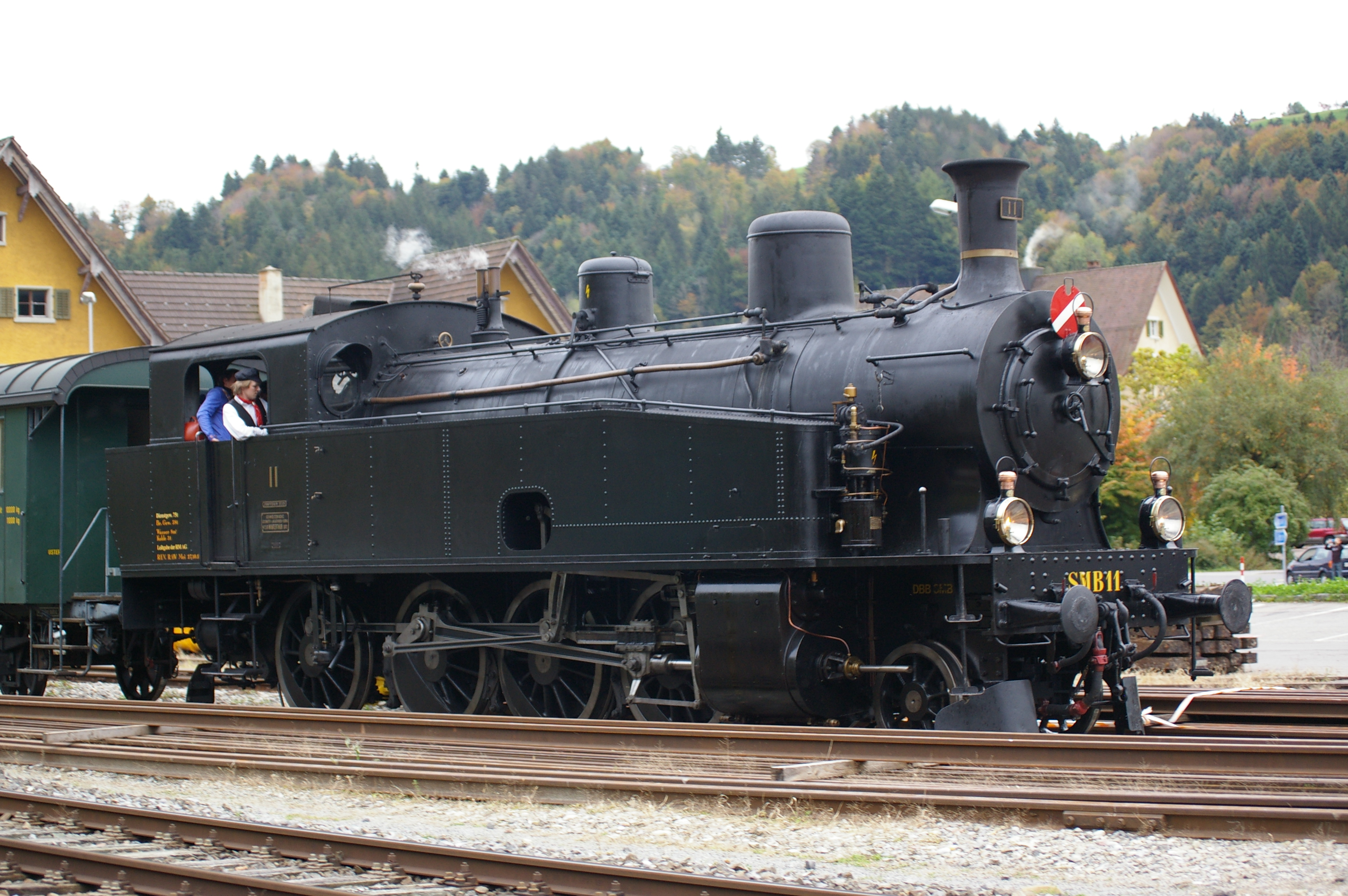
Dampflokomotive Ec 4/5 Nr. 11 des Vereins Dampfbahn Bern, ex SMB

1911 beschaffte die SMB zur Verstärkung ihres Triebfahrzeugparks die Heissdampf-Zwillings-Tenderlokomotive Ec 4/5 Nr. 11. Die mächtige Lokomotive mit der Achsfolge 1'D, einem Triebrad-Durchmesser von 1330 mm, einem Dienstgewicht von 74,7 t und einer Leistung von 1250 PS wurde bei der SLM hergestellt. Ihre Kessel- und Triebwerkabmessungen entsprachen den SBB-Güterzuglokomotiven der Serie C 4/5 Nr. 2601–2619. Mit der Leistung dieser Dampflokomotive war man bei der SMB von Anfang an sehr zufrieden. Sie ermöglichte nahezu die Verdoppelung der Zugsgewichte auf den Rampen mit einer Steigung von 25 bzw. 28 ‰ (maximal zulässige Last 220 t). Im Depot Moutier genoss die Lokomotive stets eine Vorzugsbehandlung. Auf der Ec 4/5 fuhren in der Dampflokzeit nur Titularführer. Der Grund lag in technischen Besonderheiten und der Riggenbach-Gegendruckbremse.
Die letzten regulären Einsätze leistete die Lokomotive 1932 während der Umelektrifizierung der ehemaligen Burgdorf-Thun-Bahn von Drehstrom auf Einphasen-Wechselstrom sowie der Elektrifizierung der Emmentalbahn. Im selben Jahr wurde die Lokomotive in der SBB-Werkstätte Biel noch einmal gründlich überholt. Anschliessend erfolgte ihre betriebsfähige Remisierung als fahrdrahtunabhängiges Reserve-Triebfahrzeug in Moutier. Von Zeit zu Zeit wurde sie aus dem Lokschuppen gezogen und für die vorgeschriebenen Kontrollen angeheizt. Im Jahr 1958 befuhr sie anlässlich der Feierlichkeiten 50 Jahre SMB mit Jubiläumszügen noch einmal die ganze Strecke von Solothurn nach Moutier.
1966 wurde die Lokomotive in der EBT-Werkstätte in Burgdorf äusserlich aufgearbeitet und dann als Denkmal in Oberdorf aufgestellt. Erst 19 Jahre später wurde sie vom Verein Dampfbahn Bern wieder ins Depot Burgdorf gebracht, 1992 ins deutsche Meiningen überführt und dort beim ehemaligen Ausbesserungswerk der DR gründlich revidiert. Die Abnahmefahrt zwischen Burgdorf und Solothurn fand dann am 18. November 1992 erfolgreich statt. Bis 2012 stand die Lokomotive dem Verein Dampfbahn Bern für Sonderfahrten zur Verfügung. Nach 20 Jahren Betriebseinsatz war jedoch wieder eine Hauptrevision fällig. Die Lokomotive ist deshalb im Moment nicht betriebsfähig in Konolfingen abgestellt.

### Elektrolokomotiven Be4/4

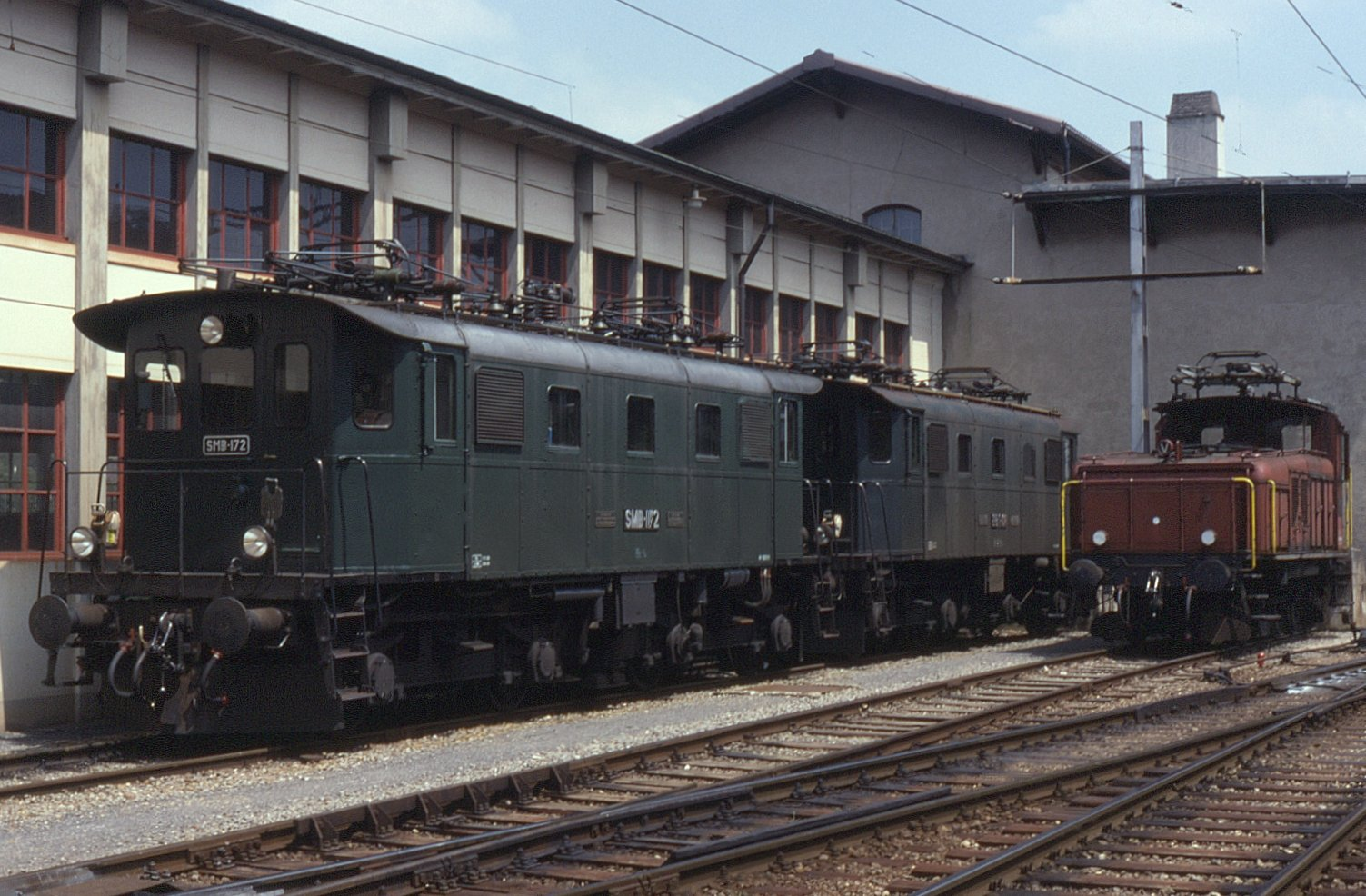
Lokomotive Be 4/4 Nr. 172 der SMB neben anderen Lokomotiven der Betriebsgemeinschaft mit der EBT und der VHB

1932 beschaffte die SMB zusammen mit der Emmentalbahn und der Burgdorf-Thun-Bahn gleiche Elektrolokomotiven der Bauart Be 4/4. Die SMB erhielt dabei die Nummern 107 und 108. Diese Lokomotiven waren universell im Personen- wie im Güterverkehr einsetzbar und bewährten sich in ihrem 70-jährigen Betrieb sehr gut. 1962 wurden die Nummern der SMB-Lokomotiven in 171 und 172 geändert.
Die Nr. 171 wurde 1999 als historische Maschine hergerichtet und 2006 an die Swisstrain SA verkauft.
Die Nr. 172 wurde im November 2000 abgebrochen.

### Elektrolokomotive Re4/4III
1983 wurde von der SMB eine Re 4/4III mit der Nummer 181 bei der SLM/BBC bestellt und in Betrieb genommen. Nach der Fusion der SMB mit der Emmental-Burgdorf-Thun-Bahn und den Vereinigten Huttwil-Bahnen zum Regionalverkehr Mittelland erhielt die Lokomotive die Nummer 115 und wurde gleichzeitig als Re 436 115 angeschrieben.
Nach der Bahnreform, welche es der SBB erlaubte, die Güterzüge im Netzzugang mit ihren Loks direkt ans Ziel zu bringen, wurden die Re 436 nur noch teilweise benötigt. Die Lokomotiven wurden deshalb ausrüstungsmässig (Zugsicherung, Funk) den SBB-Loks angeglichen und teilweise an SBB Cargo vermietet, wo sie auch in Vielfachsteuerung mit den Re 6/6 der SBB am Gotthard zum Einsatz kamen. Schliesslich wurden die Lokomotiven für die Züge des kombinierten Verkehrs bis nach Domodossola eingesetzt, und der RM gliederte diesen Verkehr in ein eigenes Unternehmen mit Namen Crossrail AG aus, das Ende 2005, einschliesslich der Re-436-Lokomotiven, an Babcock & Brown verkauft wurde. Für den Verkehr im Lötschberg-Basistunnel sind die Lokomotiven inzwischen mit ETCS Level 2 ausgerüstet.